# يوشينوبو ماتسوكا
يوشينوبو ماتسوكا (باليابانية: 松岡 康暢) (2 مايو 1986 في نياغاوا في اليابان – )؛ هو لاعب كرة قدم ياباني سابق كان يلعب كلاعب وسط.

## وصلات خارجية
- يوشينوبو ماتسوكا على موقع رابطة كرة القدم اليابانية للمحترفين (اليابانية)
- يوشينوبو ماتسوكا على موقع Soccerway.com (الإنجليزية)
- يوشينوبو ماتسوكا على موقع عالم كرة القدم.نت (الإنجليزية)